# Autochloris cuma
Autochloris cuma är en fjärilsart som beskrevs av Druce 1897. Autochloris cuma ingår i släktet Autochloris och familjen björnspinnare. Inga underarter finns listade i Catalogue of Life.